# Josef Schmitz (Pädagoge)
Josef Schmitz (* 20. Januar 1934 in Hoeningen, heute zu Rommerskirchen; † 15. Dezember 2018 in Rommerskirchen) war ein deutscher Pädagoge und promovierter Historiker, der sich vornehmlich mit der Lokal- und Regionalgeschichte von Rommerskirchen und des Gebiets um den Gillbach befasste und dazu publizierte.

## Werdegang
Nach seinem Lehramtsstudium an der Pädagogischen Hochschule Rheinland, Abteilung Köln war Schmitz zunächst als Lehrer in der Volksschule in Vanikum tätig, bevor er später Leiter der 1991 aufgelösten Gemeinschafts-Hauptschule Rommerskirchen am Nettesheimer Weg wurde. Seine berufliche Laufbahn beendete Schmitz in Mönchengladbach, wo er die erste Gesamtschule bis zu seiner Pension leitete.
Er publizierte bereits während seiner aktiven Dienstzeit zur Geschichte der heutigen Gemeinde Rommerskirchen, was er nach seiner Pensionierung ausweitete und dabei Pionierarbeit leistete.

## Privatleben
Schmitz lebte zuletzt in Anstel, war verheiratet und Vater zweier Töchter.

## Veröffentlichungen
- Gemeinde Rommerskirchen. Neuss: Neusser Druckerei und Verlag 1984. ISBN 978-3-88094-482-4 (Rheinische Kunststätten 297).
- Jüdische Familien am Gillbach. Herkunft und Schicksal. Rommerskirchen: Gemeinde Rommerskirchen 1999 (Beiträge zur Geschichte der Gemeinde Rommerskirchen 3). ISBN 978-3-926963-43-7
- Das Nikolauskloster bei Schloss Dyck. Regensburg: Schnell & Steiner 5., neu bearb. Aufl. 2007. ISBN 978-3-7954-4927-8
- Rittersitze, Stiftshöfe und Klostergüter am Gillbach. Ein Beitrag zur Geschichte der Dörfer in der Gemeinde Rommerskirchen. Hrsg. von der Gemeinde Rommerskirchen.                                                             Rommerskirchen: Gemeinde Rommerskirchen 2008 (Beiträge zur Geschichte der Gemeinde Rommerskirchen 5).